# Presidentvalet i USA 1820
Presidentvalet i USA 1820 hölls mellan den 1 november och den 6 december 1820. Valet var det tredje och sista där enbart en presidentkandidat ställde upp. De andra två var 1788-1789 och 1792 där George Washington vann. James Monroe och Daniel D. Tompkins vann därför med en klar majoritet. Federalistiska partiet deltog i valet och utsåg Richard Stockton till vicepresidentkandidat. Federalistiska partiet kunde dock inte utse en presidentkandidat, och kom aldrig mer att delta i ett amerikanskt presidentval.
Mississippi, Illinois, Alabama och Missouri deltog för första gången 1820. Detta ledde dock till vissa dispyter då Missouri officiellt inte hade blivit en delstat 1820. Missouris elektorröster hade dock aldrig kunnat avgöra valet eftersom James Monroe vann med en så bred majoritet.

## Resultat
| Presidentkandidat | Parti                             | Röster  | Röster  | Elektorsröster |
| Presidentkandidat | Parti                             | Antal   | Andel   | Elektorsröster |
| ----------------- | --------------------------------- | ------- | ------- | -------------- |
| James Monroe      | Demokratisk-republikanska partiet | 87 343  | 80,61 % | 228/231        |
| Ingen kandidat    | Federalistiska partiet            | 17 465  | 16,12 % | 0              |
| DeWitt Clinton    | -                                 | 1 893   | 1, 75 % | 0              |
| John Quincy Adams | Demokratisk-republikanska partiet | -       | -       | 1              |
| Totalt            | Totalt                            | 108 359 | 100 %   | 229/232        |